# Cine etnográfico
El cine etnográfico, también llamado film etnográfico, es una clase de cine elaborado generalmente por etnólogos, sociólogos o antropólogos. De manera más concreta, se trataría del documental plasmado en imágenes de una especialidad de la antropología, llamada antropología visual.
También es la forma de obtener una descripción fílmica detallada y un análisis del comportamiento humano basados en extensos estudios efectuados en el área donde el comportamiento ocurre. Asimismo, un cineasta puede hacer, sin pretenderlo, un cine que podríamos calificarlo de etnográfico dadas sus características.

## Desarrollo histórico
Los primeros contenidos cinematográficos fueron puramente documentales y más tarde se introdujo el relato imaginativo y el guion.
La categoría de documental etnográfico es un tanto engañosa, ya que en ella se encuentran confundidos filmes de exploradores, de viajeros, de cineastas independientes y de reporteros de televisión. El documental etnográfico tuvo su despertar, su época experimental y ahora hay ciertas películas en largometraje comerciales que pueden considerarse de etnografía o de antropología; por ejemplo, El gran silencio.
Un autor que se podría citar como ejemplo es Dennis O´Ruorke con su film Cannibal Tours (1988), rodado en Nueva Guinea en el río Sepik. El grupo étnico iatmul, estudiado por el antropólogo Gregory Bateson en su libro Naven, es filmado en busca de canibalismo ritual por parte de turistas occidentales.
Hay escritos teóricos sobre este tema, como los de Bill Nichols y Jorge Prelorán. Pero el cine científico social tiene unas determinadas reglas y unos límites que pueden ser descritos y analizados, aunque no hay definición clara y los límites no son precisos. Sobre esto se discute desde hace décadas, ya que es un tema abierto a múltiples opiniones...

«Se hace alusión a la documentación fílmica sobre comportamientos humanos, de tal manera que las actitudes de la gente y el carácter de sus culturas sean representadas e interpretadas.»
Jorge Preloran

## Autores importantes
Hay muchos autores que han trabajado en este tipo de documentales, entre los que se encuentran:
- Robert J. Flaherty (1884-1951)

Nanuk, el esquimal
- El matrimonio Johnson, Martin (1906-1937) y Osa Johnson (1894-1953)

-50 películas-
- David Mc Dougall

Photo Wallahs
To live with herds
- Jean Rouch

- Trinh T. Minh-ha

- Carlos Serrano Azcona

Quantum Men
- Dennis O´Rourke

Cannibal Tours
- Eugenio Monesma

- Datos: Q1371394